# Настасів (гміна)
Гміна Настасів (пол. Gmina Nastasów) — сільська гміна у Тернопільському повіті Тернопільського воєводства Другої Речі Посполитої. Адміністративним центром гміни було село Настасів.
Гміна утворена 1 серпня 1934 року в рамках нового закону про самоврядування (23 березня 1933 року).
Площа гміни — 58,00 км²

Кількість житлових будинків — 1141

Кількість мешканців — 5431
Гміну створено на основі давніших сільських гмін: Настасів, Юзефівка (з 1946 року Йосипівка), Маріянка (з 1946 року Мар'янівка), Веселівка.